# Trois-Rivières
Trois-Rivières (med flera namn, se nedan) är en stad (kommun av typen ville) och tätort (centre de population) i den tätbefolkade Québec-Windsorkorridoren i den kanadensiska provinsen Québec. Staden ligger vid Saint-Mauriceflodens utflöde till Saint Lawrencefloden, ungefär halvvägs mellan städerna Montréal och Québec.
Trois-Rivières har cirka 140 000 invånare (2021), varav 130 000 i tätorten. Staden är huvudort i regionen Mauricie.

## Ortnamn
Namnet är franska för "Tre floder". Vid Trois-Rivières har aldrig funnits mer än två floder. Namnet kommer sig istället av att Saint-Mauricefloden vid sitt utflöde till Saint Lawrencefloden förgrenar sig runt två öar, vilket man i slutet av 1500-talet uppfattade som tre separata floder.
På engelska har staden även kallats Three Rivers, till exempel som namn på postkontoret från erövringen 1763 till 1906. På abenakiska heter staden Mad8baloden ("vid slutet") och på wendat Ok'entondie, med motsvarande betydelse som på franska.
Stadens invånare kallas Trifluviens (maskulinum) och Trifluviennes (femininum) på franska, Trifluvians på engelska ("treflodarna").

## Historia

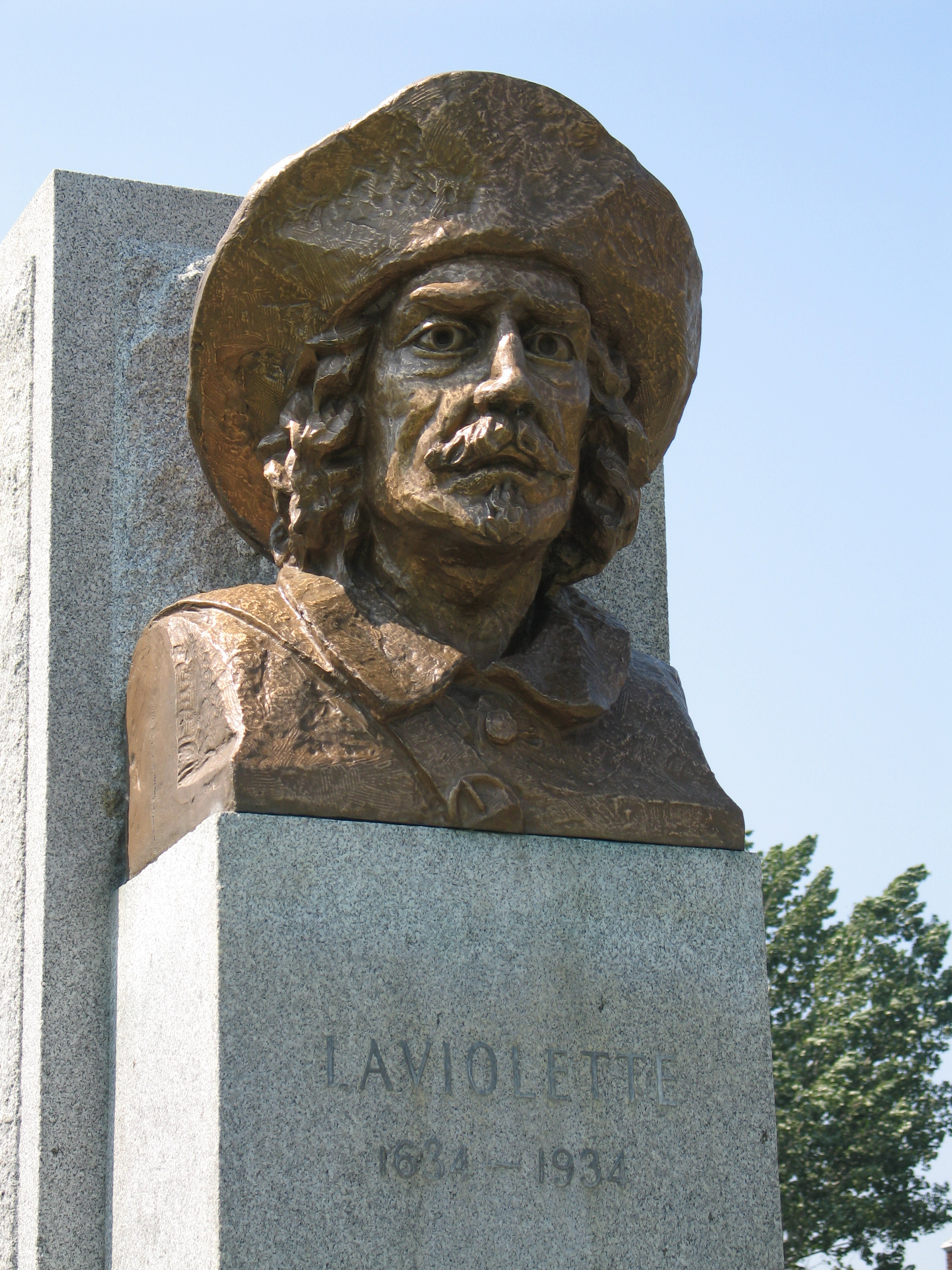
Staty av sieur de Laviolette.

Innan den europeiska koloniseringen av Nordamerika beboddes området av algonkiner. 1535 upptäcktes området av den franska upptäcktsresanden Jacques Cartier och sitt nuvarande namn fick området runt sekelskiftet 1600. När Nicolas Goupil, sieur de Laviolette, grundade Trois-Rivières 1634, var det den andra staden som grundades i Nya Frankrike (efter Québec, före Montréal). Trois-Rivières fick stor betydelse i den unga, franska kolonin.
Under den amerikanska revolutionen stod staden i centrum för invasionen av Kanada och ett av de avgörande slagen blev slaget vid Trois-Rivières 1776.
I mitten av 1800-talet började Trois-Rivières utveckla en tung industri och var så framgångsrik att staden kom att bli intimt förknippad med denna. Den postindustriella eran drabbade därför Trois-Rivières hårt. Först på senare tid har man lyckats utveckla service- och utbildningssektorn, med bland annat en del av Université du Québec (UQTR).
Idag har Trois-Rivières förlorat mycket av sin centrala betydelse i Québec till metropolen Montréal och huvudstaden Québec. Trois-Rivières är fortfarande en provinsens viktigare medelstora städer, vid sidan av städer som Saguenay, Sherbrooke och Gatineau.

## Kultur
Trois-Rivières har officiell status som Québecs poesihuvudstad och överallt i stadens centrum finns poesi anslaget. Staden håller också en internationell poesifestival.
Viktiga historiska landmärken är Cathédrale de l'Immaculée-Conception de Trois-Rivières, Ursulinesklostret och järnbruket Les Forges du Saint-Maurice.

## Sport
I Trois-Rivières hålls motortävlingar som Grand-Prix de Trois-Rivières och Toyota Atlantic Championship.

## Ekonomi
Trois-Rivières är världsledande vad gäller pappersmassa- och pappersframställning.

## Demografi
Åldersfördelning
0-14 år: 16,1 %, 15-64 år: 68,6 %, 65-: 15,3 %
Etnicitet
Vita: 97, 6%, övriga: 2,4 %
Religion
Katoliker: 92,4 %, protestanter: 1,9 %, övriga: 4,3 %
Språk
Franska: 98,8%, övriga 1,2%